# Saint-Priest-la-Marche
Saint-Priest-la-Marche – miejscowość i gmina we Francji, w Regionie Centralnym, w departamencie Cher.
Według danych na rok 1990 gminę zamieszkiwało 228 osób, a gęstość zaludnienia wynosiła 11 osób/km² (wśród 1842 gmin Regionu Centralnego Saint-Priest-la-Marche plasuje się na 912. miejscu pod względem liczby ludności, natomiast pod względem powierzchni na miejscu 635.).